# Mar de Sundance
El mar de Sundance era un mar epicontinental que existió en Norteamérica durante la segunda mitad del periodo Jurásico de la era Mesozoica. Era un brazo de lo que hoy es el océano Ártico, y se extendía desde el actual oeste de Canadá hasta el centro de la zona occidental de Estados Unidos. El mar retrocedió cuando comenzaron a elevarse las montañas del oeste.

## Estratigrafía
El mar de Sundance no se formó en una sola vez; la evidencia geológica sugiere que este mar fue producto de una serie de cinco transgresiones marinas —separadas por discordancias erosivas— que fueron avanzando y retrocediendo desde mediados del Jurásico. Los sedimentos terrestres de la formación Morrison —procedentes de la erosión de las tierras emergentes al oeste— se depositaron sobre los sedimentos marinos de la formación Sundance cuando el mar retrocedió por última vez a finales del Jurásico.
Las rocas sedimentarias que se formaron dentro del mar de Sundance y en sus alrededores suelen ser ricas en fósiles.

## Fauna
El mar de Sundance era rico en numerosos tipos de animales. Los Gryphaea eran muy comunes y también se han encontrado dientes de tiburón. Además de peces, en este mar había bancos de belemnites y de amonites. El fondo marino estaba cuajado de crinoideos y bivalvos. El Ophthalmosaurus, un ictiosaurio de gran tamaño, surcaba las aguas utilizando sus enormes mandíbulas para pescar «calamares» belemnites. El Pantosaurus, un plesiosaurio criptoclídido del tamaño de un otario, perseguía peces fáciles de pescar. El mayor reptil marino del mar de Sundance era el Megalneusaurus, un gran pliosaurio similar al Liopleurodon. Se han encontrado fósiles de este reptil en Alaska y Wyoming, que estaban cubiertos por el mar de Sundance mientras dicho mar existió.
Durante los periodos de retroceso, la costa fue frecuentada por dinosaurios y otros animales terrestres del Jurásico, como muestra el conjunto de huellas de dinosaurio de Red Gulch, cerca de Shell (Wyoming).